# Atena (mitologija)

 Atena (grč. Ἀθηνᾶ, Athēnâ ili Ἀθήνη, Athénē; dorski: Ἀσάνα, Asána) boginja je civilizacije, mudrosti, snage, pravednog rata, tkanja, metalurgije i obrta. Posebice je važna kao boginja mudrosti i inteligencije te lukavosti (grč. metis). Atenin je pandan u rimskoj mitologiji Minerva, boginja mudrosti. Atena je žene naučila presti i tkati, a muškarce lončarstvu te izgradnji brodova i bojnih kola.

## Etimologija
Atenino je ime možda lidijskoga porijekla. Moguće je da je složenica izvedena od tirenskoga ati = majka i imena hurijske božice Hannahannah uobičajeno skraćivanog na Ana. U mikenskom grčkom na jednom linear B natpisu iz Knossosa piše A-ta-na-po-ti-ni-ja /Athana potniya/ = "dama Atenjana". A također se nalazi i natpis A-ta-no-dju-wa-ja /Athana diwya/ pri čemu diwija znači "božanska".
U Kratilu je Platon izveo Atenino ime od A-θεο-νόα (A-theo-noa) = "božji um".

## Karakteristike
Atena je prikazivana s egidom, štitom od kozje kože koji joj je poklonio njezin otac Zeus (Atena egidonoša). Tako ju je prikazao i Fidija u poznatome kipu od zlata i bjelokosti. U njezinu su društvu Nika, božica pobjede, i sova, često na ramenu, kao simbol mudrosti. Prikazivana je s kacigom te štitom na kojem je glava gorgonske Meduze koju joj je poklonio Perzej kao zavjetni dar.
Atena je naoružana božica ratnica koja je pomagala mnogim junacima, uključujući Herakla, Jazona i Odiseja. Nikad nije imala ljubavnika te je bila znana kao Athena Parthenos (Atena djevica), otud je i njezin najpoznatiji hram Partenon u Ateni dobio ime, a po njoj je dobio ime i spomenuti grad-država Atena. Kao zaštitnica grada bila je znana i kao Athena Polias (Atena od grada).

Bila je znana i kao Athena Promachos kad je vodila bitku, Athena Ergane kao zaštitnica obrtnika, a vrlo često kao Παλλάς Αθηνά - Atena Palada. Epitet je izveden iz imena moćne osobe Palada. Atenjani su je jednostavno zvali - he theos - božica.
Nekoć je možda bila božica ptica, a možda i sova. Njezin je krilati štit možda predstavljao tu ulogu. U trećem pjevanju Odiseje  Atena se pretvara u orla. Na staroj je grčkoj lončariji prikazivana s krilima.

## Mitologija

### Rođenje
Atena se rodila iskočivši naoružana iz Zeusove glave. Sama priča o porijeklu dolazi u nekoliko inačica, a detaljan prikaz donosi Heziod u svojoj Teogoniji. Govori da je Zeus spavao s Metidom, božicom mudrosti i obrta, ali odmah se potom pobojao posljedica. Pretvorio je Metidu u muhu i progutao je odmah nakon odnosa. Ali, bilo je prekasno, Metida je već zanijela dijete. te je odmah počela praviti kacigu i odjeću za svoju kćer, pri čemu je stvarala veliku buku uzrokujući Zeusu veliku bol. Zatim je Prometej/Hefest/Hermes/Palemon minojskom dvostrukom sjekirom (labris) rastvorio Zeusovu glavu, a Atena je iskočila u punoj ratnoj opremi. Postala je Zeusova najdraža kći.

### Atenjani
Atena se natjecala s Posejdonom tko će biti zaštitnik novog i neimenovanog grada. Dogovorili su se da će svaki od njih dati građanima jedan dar te će oni izabrati koji im je draži. Posejdon je zabio svoj trozub u tlo te se pojavio izvor koji im je dao mogućnost trgovanja, a i vodu, no bila je slana i nije bila za piće. Atena im je ponudila stablo masline, te su građani prihvatili maslinu, a i Atenu za zaštitnicu, jer stablo im je donosilo ulje, drvo i hranu.
U drugoj inačici priče, Posejdon je stvorio prvog konja, ali ipak je Atenin dar izabran.
Po legendi ona je posadila prvu maslinu, prva u Atiku uvela plug, prva upregla konje. Stari su je Grci toliko obožavali da su djevičanstvo svoje boginje smatrali simbolom nepobjedivosti svoga grada te su zato tajili razne mitove koji pričaju da su je silovali Posejdon i Borej.

### Erehtej
Hefest je pokušao silovati Atenu, ali nije uspio. Njegovo je sjeme palo na tlo te se Erehtej rodio iz Zemlje, Geje. Atena je potom odgojila dijete kao njegova pomajka. Druga inačica priče govori da je sjeme palo na Ateninu nogu te da ga je ona obrisala vunenom tkaninom koju je bacila na tlo. Treća inačica govori da je Hefest htio oženiti Atenu, ali ona je nestala s bračne postelje te je on ejakulirao na tlo.
Atena je ostavila dijete trima sestrama Herzi, Pandrozi i Aglauri u maloj kutiji i upozorila ih da je nikad ne otvori. Aglaura je otvorila kutiju, a unutra je bio Erehtej u obliku zmije. Prizor je uzrokovao Herzinu i Pandrozinu smrt koje su poludjele i bacile se s Akropole. Druga inačica priče govori da je Atena bila odsutna (išla je po planinu na koju bi stavila Akropolu), a sestre su otvorile kutiju. Vrana je vidjela otvaranje i odletjela reći Ateni koja postala bijesna i ispustila planinu koja je postala brdo Lykabettos. Od njezina gnjeva nije bila pošteđena ni vrana - Atena joj je dotad bijelo perje zavila u crno. Erehtej je poslije postao kralj koji je uveo brojne obnove i promjene u atenskome društvu, a Atena ga je često štitila.
Ovidije u svojim Metamorfozama donosi priču da se Hermes zaljubio u Herzu. Herza, Aglaura i Pandroza otišle su u hram prinijeti žrtvu Ateni. Hermes je zatražio od Aglaure pomoć da bi zaveo Herzu. Aglaura je zauzvrat tražila novac, a Atena ju je htjela kazniti zbog njezine pohlepe te je zamolila Zavist da joj pokvari osjećaje. Zavist ju je poslušala te je napastvovala Herzu, a Aglaura se pretvorila u kamen.

### Arahna
Unatoč istinoljubivoj i pravednoj naravi, samo je jedanput kaznila iz osjećaja ljubomore. To govori da je i ona imala svoje slabosti. Naime, princeza Arahna iz Lidije bila je tako vješta u tkanju da se ni sama Atena nije mogla mjeriti s njom. Arahna se hvalila svojom vještinom, a Atena ju je posjetila prerušena kao starica i rekla joj da se ispriča zbog svoje oholosti. Arahna to nije učinila - izazvala je Atenu na natjecanje.
Atena je satkala prizor sukoba Posejdona s Atenjanima, a Arahna je satkala prizor u kojem je ismijavala Zeusa i sve njegove ljubavnice. Atena je bila bijesna zbog njezine vještine i izbora teme (Atena je Zeusova miljenica). Premda natjecanje nikad nije odlučeno, Atena je dugo i pažljivo promatrala tkaninu ne bi li našla grešku. No nije je našla, stoga ona, puna osvetničke mržnje, iskida pokrivač, a Arahnu pretvori u pauka - insekta kojeg je najviše mrzila, osudivši ga da vječno tka svilu da bi uhvatio hranu.

### Tiresija
Mit o poznatome tebanskome vraču Tiresiji govori da je naišao na Atenu dok se ona gola kupala. Atena ga je oslijepila. Njegova je majka Harikla molila Atenu da poništi kletvu, ali to je bilo Ateni nemoguće te mu je zauzvrat podala dar proroštva. Tiresija je postao poznati vrač i prorok.

### Odisej
Odisejeva je lukavost zadivila Atenu. Pomogla mu je na njegovu putu. Dok se Odisej iskrcao na otoku, ušla je u Nausikajine snove i osigurala to da će ga princeza odvesti u dvor te ga na posljetku poslati natrag na Itaku. Atena mu je izrekla sve što mora činiti i znati da bi dobio natrag svoje kraljevstvo. Sve to opisuje Homer u svojoj Odiseji.

### Suđenja
Njezino je milosrđe veliko. Kad su na Areopagu stari Grci protiv nekog optuženika glasovali podjednako, ona bi uvijek dala presudan glas da se optuženi oslobodi. Ipak, kad jednom stupi u bitku, nikad ne gubi, čak i protiv samog Aresa, jer bolje od njega poznaje strategiju i taktiku; mudri vojskovođe uvijek se njoj obraćaju za savjet.

## Umjetnička djela
Kip Atene je poznati primjer akrolitskog kipa.

## Vanjske poveznice
- Atena u klasičnoj literaturi i umjetnosti (engl.)
- Atena u grčkoj mitologiji (engl.)
- Atena u umjetnosti (engl.)
- Božica Atena - informacije i umjetnički prikazi (engl.)